# Junceella spiralis
Junceella spiralis är en korallart som beskrevs av Sydney John Hickson 1904. Junceella spiralis ingår i släktet Junceella och familjen Ellisellidae. Inga underarter finns listade i Catalogue of Life.